# Cipri Adolf Bermann
Cipri Adolf Bermann (* 25. August 1862 in Vöhrenbach; † 17. Mai 1942 in Luxemburg) war ein deutscher Bildhauer.

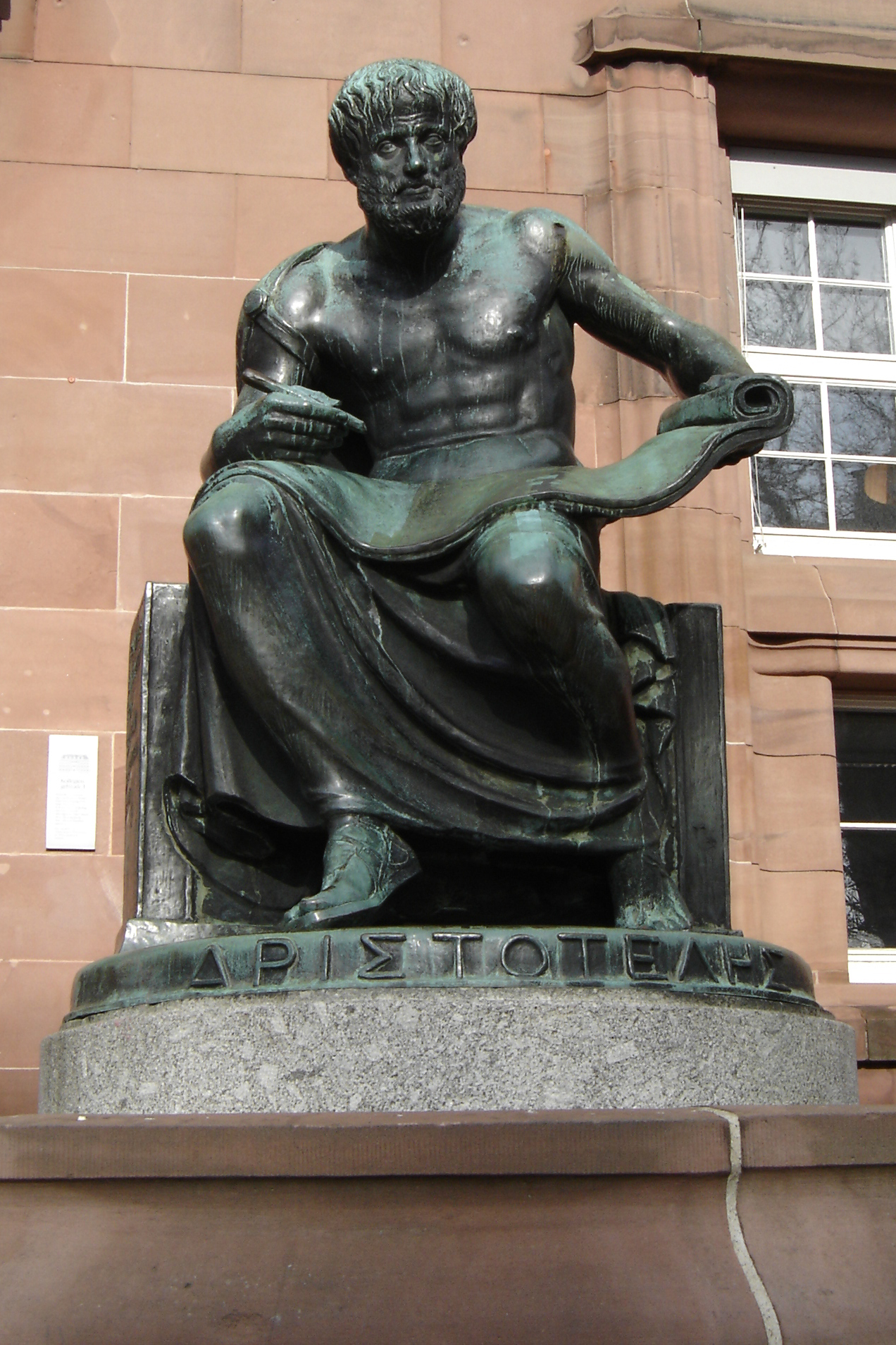
Aristoteles (1915) an der Universität Freiburg

## Leben
Bermann absolvierte eine Holzschnitzerlehre in Furtwangen im Schwarzwald; später studierte er in München und am Polytechnikum in Zürich, wo er sich für Architektur einschrieb. 1884 studierte er zwei Jahre lang Bildhauerei an der Staatlichen Akademie der Bildenden Künste Karlsruhe bei Hermann Volz. Nach Abschluss dieses Studiums zog er nach München, wo er eine private Bildhauerschule leitete. 1898 wurde er Mitglied der Münchner Secession, und 1903 des Deutschen Künstlerbundes. Auf der X. Ausstellung der Münchener Sezession 1904 in München – sie war gleichzeitig auch die erste Künstlerbund-Ausstellung – war C. A. Bermann mit zwei Marmorbüsten (Luitpold von Bayern, Emanuel von Seidl) und einer Bronzeplastik (Jägerin) vertreten.

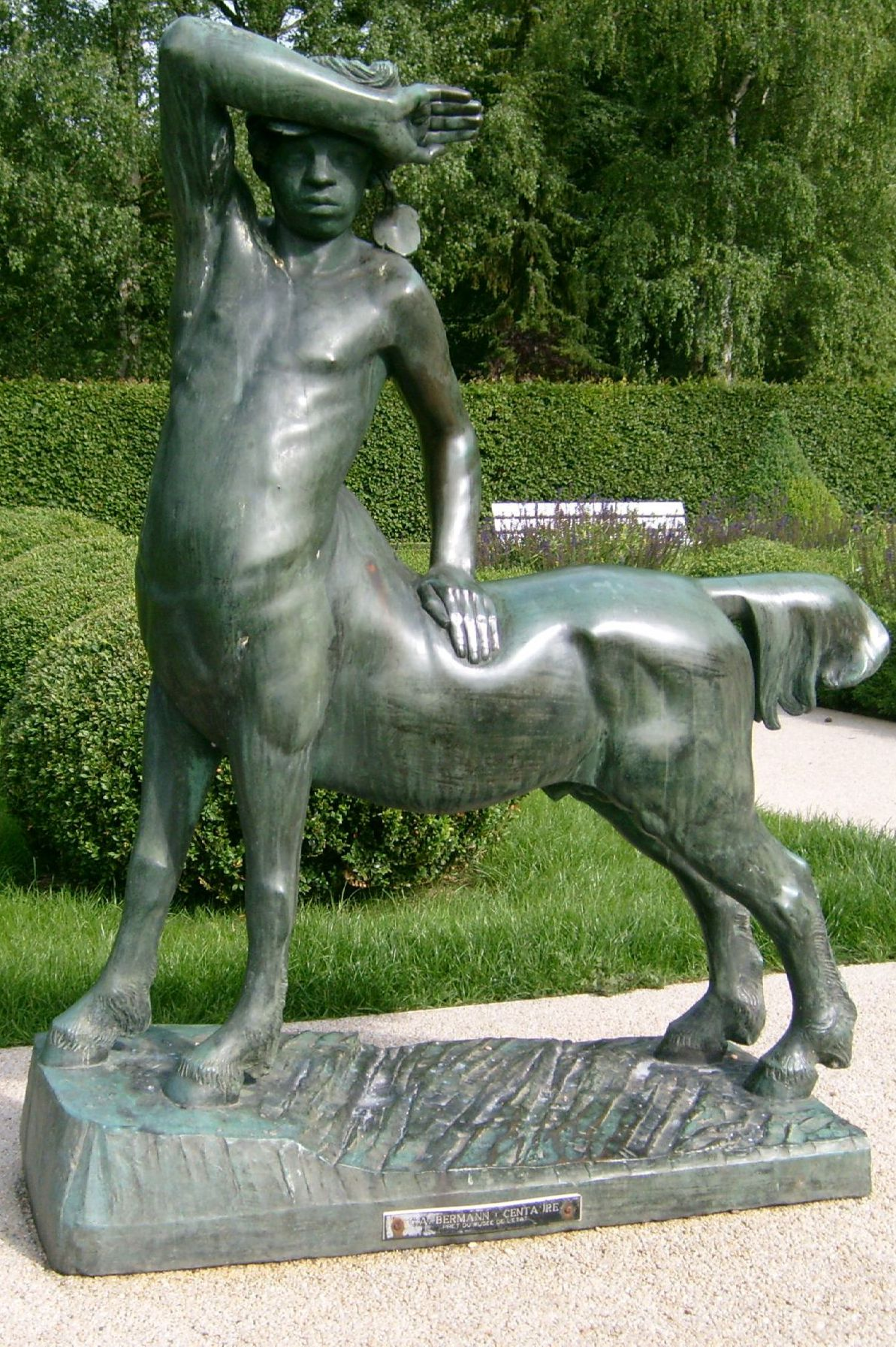
Le Centaure in Bad Mondorf

## Werke
Bermann erhielt zahlreiche Aufträge für Porträts und Arbeiten im öffentlichen Raum.
- Büste des Franz von Lenbach (1903), Marmor[2]
- Homer[3] und Aristoteles an der Albert-Ludwigs-Universität Freiburg (Bronze, 1915, aufgestellt 1921, restauriert 2004/05)[4]
- Le Centaure in der Orangerie im Garten des Thermalbades in Bad Mondorf